# Sprachaufbau des Klingonischen
Dieser Artikel befasst sich mit den grammatikalischen, phonetischen und lexikalischen Grundlagen der klingonischen Sprache.
Die klingonische Sprache ist eine agglutinierende Sprache. Aus grammatischer Sicht enthält Klingonisch alle grundlegenden Wortarten, in der klingonischen Grammatik werden diese jedoch in nur drei Sorten klassifiziert: Nomen, Verben und „Sonstige“.

## Schriftbild
Die klingonische Sprache wird mit lateinischen Buchstaben dargestellt, die wie eine Art Lautschrift zu verstehen sind. Diese Vorgehensweise wurde gewählt, um Klingonisch mit gängigen Tastaturen und auch von Hand schreiben zu können, ohne die für den Laien schwer lesbaren Zeichen des IPA zu verwenden. Dies erklärt, warum manche Buchstaben mitten im Wort groß, andere klein geschrieben werden. Die Buchstaben werden immer wie vorgegeben dargestellt, also weder am Satzanfang, noch bei Eigennamen verändert. Die Buchstaben I und l sind je nach Schriftart schwer zu unterscheiden, weswegen vor allem für Anfänger eine Darstellung mit Serifen empfehlenswert ist.
Das klingonische Alphabet enthält 26 Buchstaben. Dabei ist zu beachten, dass die Laute ch, gh, ng und tlh als eigene Buchstaben angesehen werden und auch bei der alphabetischen Sortierung so berücksichtigt werden.
a b ch D e gh H I j l m n ng o p q Q r S t tlh u v w y ’

## Aussprache

### Lautschrift
Für die Aussprache des Klingonischen wurde eine eigene Lautschrift entwickelt, um die Darstellung auf üblichen Medien (PC, E-Mail, aber auch Handschrift usw.) zu vereinfachen. Grob gesagt kann man davon ausgehen, dass die klein geschriebenen Buchstaben wie im Deutschen gesprochen werden, während die Großbuchstaben davon abweichen.
| Lautschrift | IPA | Beschreibung                                                                   | Beispiel        |
| ----------- | --- | ------------------------------------------------------------------------------ | --------------- |
| Labiale     |     |                                                                                |                 |
| p           | pʰ  | Aspiriertes p, wie im Deutschen                                                | pup treten      |
| b           | b   | B, wie im Deutschen                                                            | beb Dach        |
| m           | m   | M, wie im Deutschen                                                            | meb Gast        |
| v           | v   | W, wie im Deutschen                                                            | vav Vater       |
| Koronale    |     |                                                                                |                 |
| t           | tʰ  | Aspiriertes t, wie im Deutschen                                                | tet schmelzen   |
| D           | ɖ   | Retroflexes D (mit der Zungenspitze am Gaumen)                                 | DoD Punkt       |
| n           | n   | N, wie im Deutschen                                                            | nan Feile       |
| r           | r   | Gerolltes r („Zungenspitzen-r“)                                                | rur ähneln      |
| S           | ʂ   | Retroflexes sch, wie in Mandarin „Shànghǎi“                                    | SoS Mutter      |
| l           | l   | L, wie im Deutschen                                                            | lam Dreck       |
| Dorsale     |     |                                                                                |                 |
| q           | qʰ  | Aspiriertes uvulares (in der Kehle gesprochenes) k                             | qoq Roboter     |
| ng          | ŋ   | Wie in Deutsch „Hang“                                                          | ngeng See       |
| H           | x   | Ähnlich wie in Deutsch „Bach“                                                  | HuH Galle       |
| gh          | ɣ   | Geriebenes G                                                                   | ghogh Stimme    |
| y           | j   | J, wie im Deutschen                                                            | yay Sieg        |
| w           | w   | Wie in Englisch „wash“, wie ein deutsches U                                    | wew glühen      |
| Glottale    |     |                                                                                |                 |
| ’           | ʔ   | Glottaler Verschlusslaut, wie zwischen den ersten beiden Silben von „beachten“ | 'o' Heck        |
| Affrikaten  |     |                                                                                |                 |
| ch          | ʧ   | Wie in Deutsch „Tschüss“                                                       | chech betrunken |
| j           | ʤ   | Wie in Deutsch „Dschungel“ oder Englisch „John“                                | jaj Tag         |
| tlh         | t͡ɬ  | Wie in Nahuatl „Nahuatl“ (etwa „t“ und „l“ gleichzeitig gesprochen)            | tlhutlh trinken |
| Q           | q͡χ  | Wie Klingonisch „q“, gefolgt von „ch“ wie in „Bach“                            | QoQ Musik       |
| Vokale      |     |                                                                                |                 |
| a           | ɑ   | A, wie im Deutschen                                                            | maj gut gemacht |
| e           | ɛ   | Wie in Deutsch „echt“                                                          | qet laufen      |
| I           | ɪ   | Wie in Deutsch „Mitte“                                                         | bIt nervös      |
| o           | o   | Wie in Deutsch „Boot“                                                          | loD Mann        |
| u           | u   | U, wie im Deutschen                                                            | Duj Schiff      |

## Satzstellung
Die Satzstellung im Klingonischen ist Objekt-Verb-Subjekt:
```
targh legh HoD

Der Captain sieht den Targ

wörtlich: 
Targ sehen Captain
```

## Wortaufbau
In der Regel bestehen Silben im Klingonischen aus drei Buchstaben in der Form Konsonant-Vokal-Konsonant und beginnen nie mit einem Vokal. Der Apostroph wird dabei als Konsonant betrachtet, ebenso die Kombinationen ch, gh, ng und tlh.
Beispiele: qam Fuß, loD Mann, be’ Frau

Ausnahmen bilden hier die Endungen auf ...rgh, ...y’ und ...w’.
Beispiele: ghorgh wann, qay’ problematisch, chaw’ Erlaubnis

Wörter können aus mehreren Silben bestehen, in einigen Fällen kann dann eine Silbe ohne Konsonant enden:
Beispiele: nIteb alleine, toDuj Mut, veragh Niete

## Nomen
Es existieren keine Artikel. Einfache Wörter wie z. B. tlhIngan können also als Klingone, aber auch der Klingone, ein Klingone oder die Klingonen übersetzt werden. Ebenso gibt es kein grammatikalisches Geschlecht, so dass tlhIngan auch die Klingonin bedeuten kann.
Insgesamt gibt es fünf verschiedene Nomen-Suffixe, die angehängt werden können. Es dürfen nie mehrere Suffixe des gleichen Typs verwendet werden. Die Reihenfolge ist strikt einzuhalten, aber es müssen nicht immer alle Typen gleichzeitig verwendet werden. Ein Schema eines klingonischen Wortes ist also:
```
Substantiv-1-2-3-4-5
```

Ein Beispiel, das alle Suffixe enthält:
```
QaghHommeyHeylIjmo’

wegen deiner scheinbar kleinen Fehler
wörtlich: 
Fehler-klein-Plural-scheinbar-dein-wegen
```

### Typ 1: Bedeutungsmaßstab
Das erste Suffix dient zum Vergrößern (-’a’), Verkleinern (-Hom) oder Verniedlichen (-oy). Dieses Suffix hat nicht nur mit Abmessungen zu tun, sondern zeigt auch auf die Bedeutung oder Wichtigkeit. Die Verniedlichung wird im Klingonischen sehr selten und meist nur bei Verwandten verwendet (z. B. vavoy für Papi).

### Typ 2: Mehrzahl
Das zweite Suffix kann verwendet werden, um den Plural anzugeben. Dabei wird unterschieden, ob es verwendet wird für Wesen, die sprechen können (-pu’), oder Körperteile (-Du’). Für alles andere wird -mey verwendet. Eine absichtlich falsche Verwendung dieses letzten Suffix zeigt an, dass die Körperteile oder Wesen „weit verstreut“ sind.

### Typ 3: Qualität
Mithilfe des dritten Suffixes ist es möglich, anzugeben, wie sicher sich der Sprecher bezüglich des Substantivs ist. Mit -qoq wird eine ironische oder falsche Bedeutung angegeben; dies wird mit „sogenannte/r/s“ übersetzt (rojqoq, dt. etwa „sogenannter Frieden“). Wenn eine gewisse Unsicherheit besteht, wird -Hey an das Substantiv angehängt, und mit -na’ wird gesagt, dass etwas eindeutig ist (im Gegensatz zu -Hey).

### Typ 4: Besitz
An vierter Stelle steht das besitzanzeigende Suffix. Dabei ist zu unterscheiden, ob das Substantiv eine Person ist oder nicht.
|              | 1. Pers. Sing. | 2. Pers. Sing. | 3. Pers. Sing. | 1. Pers. Pl. | 2. Pers. Pl. | 3. Pers. Pl. |
| keine Person | -wIj           | -lIj           | -Daj           | -maj         | -raj         | -chaj        |
| Person       | -wI’           | -lI’           | -Daj           | -ma’         | -ra’         | -chaj        |

Ein weiteres Suffix in dieser Gruppe ist -vam mit der Bedeutung „diese/r/s“ und dessen Gegenstück für weiter entfernte Gegenstände -vetlh, was etwa „jene/r/s dort“ entspricht.

### Typ 5: Syntaxhinweise
Das letzte und fünfte Suffix gibt zusätzliche Informationen über die Funktion des Substantivs im Satz an.
Wenn -Daq an das Substantiv angehängt wird, passiert etwas direkt in der Nähe des Substantivs oder bewegt sich in dessen Richtung. Mit -vo’ wird eine Bewegung angezeigt, die vom Substantiv wegführt. Durch -mo’ wird angegeben, dass die Aussage im Satz aufgrund des Substantivs geschieht. Durch -vaD wird angegeben, dass es für etwas nützlich oder gedacht ist. Um hervorzuheben, welches Substantiv das wichtigste im Satz ist, kann das Suffix -’e’ verwendet werden.

## Verben
Ein Verb besteht aus maximal einer Pronominalvorsilbe und bis zu zehn Suffixen.
```
 Pronominalvorsilbe-Verb-1-2-3-4-5-6-7-8-9 (+R)
```

### Pronominalpräfix
Durch verschiedene Präfixe wird das Subjekt und das Objekt identifiziert.
| Objekt |                |                |                |              |              |              |                |         |
| Keines | 1. Pers. Sing. | 2. Pers. Sing. | 3. Pers. Sing. | 1. Pers. Pl. | 2. Pers. Pl. | 3. Pers. Pl. |                |         |
| jI-    | —              | qa-            | vI-            | —            | Sa-          | vI-          | 1. Pers. Sing. | Subjekt |
| bI-    | cho-           | —              | Da-            | ju-          | —            | Da-          | 2. Pers. Sing. | Subjekt |
|        | mu-            | Du-            |                | nu-          | lI-          |              | 3. Pers. Sing. | Subjekt |
| ma-    | —              | pI-            | wI-            | —            | re-          | DI-          | 1. Pers. Pl.   | Subjekt |
| Su-    | tu-            | —              | bo-            | che-         | —            | bo-          | 2. Pers. Pl.   | Subjekt |
|        | mu-            | nI-            | lu-            | nu-          | lI-          |              | 3. Pers. Pl.   | Subjekt |
|        | vI-            | Da-            |                | wI-          | bo-          | lu-          | Unbestimmt     | Subjekt |

| Legende | Bedeutung                                     |
| ------- | --------------------------------------------- |
| —       | Ungültige Kombination (siehe Reflexiv-Suffix) |
|         | Kein Präfix                                   |
| Wort-   | Normales Präfix                               |

So wird aus legh (sehen) mit dem Präfix qa- zu qalegh (ich sehe dich).

#### Imperativ
Der Imperativ wird mit anderen Präfixen gebildet, die keine Unterscheidung zwischen Singular und Plural machen, solange das Objekt gegeben ist.
| Objekt |                |                |              |              |                |         |
| Keines | 1. Pers. Sing. | 3. Pers. Sing. | 1. Pers. Pl. | 3. Pers. Pl. |                |         |
| yI-    | HI-            | yI-            | gho-         | tI-          | 2. Pers. Sing. | Subjekt |
| pe-    | HI-            | yI-            | gho-         | tI-          | 2. Pers. Pl.   | Subjekt |

### Suffixe
Wie bei Substantiven gibt es diverse Suffixe für Verben, wobei pro Gruppe maximal eines vorkommen darf, aber nicht alle Suffixe verwendet werden müssen. Außerdem ist es wichtig, die Reihenfolge der Suffixe einzuhalten, auch wenn eine Umordnung eine auf den ersten Blick sinnvolle Änderung der Bedeutung ergeben könnte. Es gibt neun Suffixklassen, deren Reihenfolge eingehalten werden muss. Eine zehnte Klasse nennt sich „Rover“ (engl. Wanderer) und wird je nach Bedeutung platziert. Es ist nicht möglich, ein sinnvolles Verb zu erzeugen, das alle Suffixe enthält.

#### Typ 1: Reflexive Zuordnung
Um anzugeben, dass das Verb auf das Subjekt selber angewendet wird, wird das Pronominalpräfix für „kein Objekt“ zusammen mit dem Suffix -’egh verwendet. Wenn es sich um ein plurales Subjekt handelt, kann zusammen mit dem Pronominalpräfix für „kein Objekt“ und dem Suffix -chuq angegeben werden, dass es „einander“ beziehungsweise „gegenseitig“ ausgeführt wird. So bedeutet Wir sehen uns gegenseitig/einander auf Klingonisch maleghchuq (legh bedeutet auf Deutsch „sehen“).

#### Typ 2: Wahlfreiheit und Vorbereitung
Mithilfe des zweiten Suffixes kann angegeben werden, wie viel Wahlfreiheit das Subjekt hat und wie weit die Vorbereitungen sind. So drückt -nIS aus, dass etwas getan werden muss. Wenn jemand etwas freiwillig tun will, kann dies mit -qang gesagt werden. Eine Bereitschaft wird bei Lebewesen mit -rup und bei Gegenständen mit -beH angezeigt. Kann das Subjekt etwas nicht machen oder fürchtet es sich, wird das Suffix -vIp verwendet. Dabei wird dieses Suffix selten zusammen mit dem Subjekt aus der 1. Person benutzt, da diese Kombination mit einem kulturellen Tabu belegt ist.
Es gibt die Ausnahme, dass das Verb ghuS (deutsch: „zum Abschuss vorbereitet sein“) nicht zusammen mit dem Suffix -rup verwendet werden kann.

#### Typ 3: Änderung
Durch das dritte Suffix wird eine Änderung angegeben. So drückt -choH aus, dass eine Richtungsänderung oder Wendung geschieht. Wenn eine Tätigkeit wieder aufgenommen wird, wird das Suffix -qa’ benutzt.

#### Typ 4: Verursachen
Mit dem vierten Suffix -moH wird ausgesagt, dass das Subjekt es verursacht und sich neue Bedingungen ergeben.

#### Typ 5: Unbestimmtes Subjekt und Fähigkeit
Das fünfte Suffix besteht aus zwei unterschiedlichen Möglichkeiten. So kann mit -lu’ angegeben werden, dass das Subjekt unbekannt ist; dies wird mit jemand oder etwas übersetzt. Dadurch verändert sich die Bedeutung der Konjugation des Verbs. Es wird das Pronominalpräfix der 3. Person Singular für das Subjekt und die ursprüngliche Form des Subjekts für das Objekt genommen. So wird aus Dalegh (deutsch: „Du siehst es“) mit dem Suffix Daleghlu’ (deutsch: „Jemand sieht dich“). In der Tabelle der Pronominalpräfixe sind sie in der untersten Zeile.
Außerdem kann mit dem Suffix -laH angegeben werden, dass das Subjekt dazu fähig ist, die Tätigkeit durchzuführen.

#### Typ 6: Qualität
Ähnlich wie beim dritten Suffix von Substantiven gibt dieses sechste Suffix an, wie sicher sich der Sprecher ist, dass die Aussage zutrifft. Wenn es genau oder perfekt zutrifft, wird -chu’ angehängt. Mit -bej ist zweifellos und selbstverständlich gemeint. Bei Unsicherheit wird -law’ verwendet; dies kann auch als „Ich denke“ oder „Ich vermute“ übersetzt werden. Sind noch Zweifel vorhanden, aber ist es ansonsten augenfällig klar, dass die Aussage zutrifft, wird -ba’ verwendet.

#### Typ 7: Aspekt
Es gibt keine Zeiten (Tempora), sodass aus dem Kontext geschlossen werden muss, um welche Zeit es sich handelt. Ist kein Suffix vorhanden, wird davon ausgegangen, dass die Aktion noch nicht abgeschlossen ist und nicht fortlaufend ist. Ist die Aktion fortlaufend, wird -pu’ benutzt, und sobald diese abgeschlossen ist, dann -ta’. Alternativ kann rIntaH als Verb verwendet werden, da dies bedeutet, dass die Aktion abgeschlossen und nicht unumkehrbar ist. Das Wort besteht aus rIn (deutsch: „fertig sein“, „abgeschlossen“) und das Suffix -taH aus dieser Kategorie. Das Suffix -taH gibt dabei eine fortlaufende Aktion an. Wenn diese Aktion dabei ein bekanntes Ziel ansteuert, wird statt -taH das Suffix -lI’ verwendet.

#### Typ 8: Ehrung
Durch das achte Suffix -neS wird angegeben, dass sich der Sprecher geehrt fühlt die Aktion auszuführen.

#### Typ 9: Syntaxhinweise
So wie bei dem fünften Suffix der Substantive zeigt man mit diesem Suffix, welche Rolle das Verb hat. So übersetzt sich -DI’ als „sobald“ oder „wenn“ und -chugh als „falls“. Das Suffix -pa’ wird mit „bevor“ und -vIS mit „während“ übersetzt. Das Suffix -vIS wird immer zusammen mit -taH verwendet. Mit -bogh wird markiert, dass es sich um einen Relativsatz handelt. Durch -meH wird ein Nebensatz angegeben, welcher mit „um zu“ eingeleitet wird. Durch -mo’ wird ein Nebensatz mit „weil“ eingeleitet. Eine Entscheidungsfrage wird mit -’a’ angezeigt. Um „mögest du“ oder ähnliches anzugeben, wird das Suffix -jaj eingesetzt. Insbesondere bei Flüchen und bei Trinksprüchen („Mögest du erfolgreich sein“) wird dieses Suffix eingesetzt. Ähnlich wie im Deutschen gibt es eine Möglichkeit ein Verb zu substantivieren. Dazu wird das Suffix -ghach nach anderen Verbsuffixen angehängt.
Durch -wI’ wird das Verb in ein Substantiv umgeformt, welches die Tätigkeit ausführt. Dies entspricht in etwa dem Anhängen von „-er“ in der deutschen Sprache wie bei „Fahrer“. Damit wird aus So (deutsch: „tarnen“) mit diesem Suffix das Wort SowI’, welches „etwas, das tarnt“ bedeutet und mit „Tarnvorrichtung“ übersetzt wird. Dies funktioniert sowohl für Gegenstände als auch Personen wie zum Beispiel beim Wort baHwI’ (deutsch: „Schütze“): Dieses besteht aus baH (deutsch: „feuern“) und bedeutet „jemand, der feuert“.

### Reisende
Im Klingonischen gibt es neben den klassischen Suffixen sogenannte „Reisende“, welche an jeder Stelle als Suffix angehängt werden können. Im Gegensatz zu den üblichen Suffixen können beliebig viele Reisende an das Verb angehängt werden.
Das Suffix -be’ negiert das Verb und drückt damit aus, dass die Tätigkeit unterlassen wird. Im Deutschen lässt sich das als „nicht“ übersetzen. Sofern der Imperativ benutzt wird, wird stattdessen das Suffix -Qo’ verwendet. Dieses Suffix ist der einzige Reisende, welcher immer an letzter Position, aber vor dem neunten Verbsuffix steht. Durch -Ha’ wird die Bedeutung des Verbs in das Gegenteil umgekehrt. Dieses Suffix ist auch auf Imperative anwendbar. Mithilfe des Suffixes -qu’ wird das Suffix oder Verb direkt davor betont. Dadurch, dass es ein Reisender ist, kann somit auch eine spezielle Eigenschaft des Verbs betont werden. So wird jIchungqu’be’ mit „Ich beschleunige nicht.“ übersetzt, während mit ausgetauschten Reisenden – jIchungbe’qu’ – die Übersetzung „Ich beschleunige nicht.“ ist.

## Andere Wortarten
Im Klingonischen werden alle Wortarten außer Verben und Nomen als chuvmey (deutsch: die Übrigen/Restlichen) bezeichnet. Diese enthalten z. B. Pronomen, Adverbien und Zahlwörter.

### Pronomen
Es gibt im Klingonischen 8 Pronomen, wobei in der 3. Person unterschieden wird zwischen Gegenständen und sprachfähigen Lebewesen:
|             | 1. Pers. Sing. | 2. Pers. Sing. | 3. Pers. Sing. | 1. Pers. Pl. | 2. Pers. Pl. | 3. Pers. Pl. |
| Gegenstände | jIH            | SoH            | ’oH            | maH          | tlhIH        | bIH          |
| Lebewesen   | jIH            | SoH            | ghaH           | maH          | tlhIH        | chaH         |

Ein Pronomen kann sowohl als Objekt als auch als Subjekt fungieren. Da die Übersetzung von z. B. jIH ebenso ich als auch ich bin sein kann, können je nach Verwendung Nomensuffixe oder auch Verbsuffixe angehängt werden.
```
tlhIngan jIHbe’

Ich bin kein Klingone

wörtlich: 
Klingone ich-nicht
```

Wenn durch die Vorsilbe am Verb deutlich ist, wer im Satz Objekt und wer Subjekt ist, dann ist die Verwendung eines Pronomens überflüssig, außer wenn dadurch etwas betont werden soll. Im Deutschen geschieht dies nur durch Betonung:
```
qayajbe’ jIH

ICH verstehe dich nicht.

wörtlich: 
ich-dich verstehen nicht ich

SoH qayajbe’

Ich verstehe DICH nicht.

wörtlich: 
du ich-dich verstehen nicht
```

### Adverbien
Diese Wörter stehen bis auf zwei Ausnahmen immer am Anfang des Satzes. Sie können in wenigen Fällen das Suffix -Ha’ annehmen, um die gegenteilige Bedeutung zu erhalten.
```
batlh vang

Er/sie handelt ehrenhaft 

wörtlich: 
ehrenhaft verhalten

batlhHa’ vang

Er/sie handelt unehrenhaft 

wörtlich: 
unehrenhaft verhalten
```

### Zahlen
Zahlen werden ähnlich wie im Deutschen verwendet. Sie stehen vor einem Nomen um dessen Anzahl zu bestimmen. Für größere Zahlen gibt es Silben, die angehängt werden, die in Zehnerschritten wachsen. Ordinalzahlwörter werden mit der Nachsilbe -DIch gebildet, Vervielfältigungszahlwörter mit der Nachsilbe -logh. Folgt die Zahl dem Substantiv dann dient sie zum durchnummerieren ähnlich wie eine Ordinalzahl. So bedeutet Duj wa’ Schiff eins während wa’ Duj dagegen ein Schiff bedeutet. Suffixe um den Plural anzugeben sind nicht notwendig, wenn die Anzahl verwendet wird. Es reicht cha’ Duj (deutsch: zwei Schiffe) statt cha’ Dujmey zu verwenden.
Für die Zehnerstellen bis Million gibt es folgende Suffixe, die einfach an die Ziffer angehängt werden:
| 10      | -maH   | -maH   |
| 100     | -vatlh | -vatlh |
| 1 000   | -SaD   | -SanID |
| 10 000  | -netlh | -netlh |
| 100 000 | -bIp   | -bIp   |
| 1 000   | -’uy’  | -’uy’  |

| 0 | pagh | 5 | vagh   |
| 1 | wa’  | 6 | jav    |
| 2 | cha’ | 7 | Soch   |
| 3 | wej  | 8 | chorgh |
| 4 | loS  | 9 | Hut    |

Zum Beispiel kann man 1 337 entweder in wa’SaD wejvatlh wejmaH Soch oder wa’SanID wejvatlh wejmaH Soch übersetzen.